# Acide étidronique
L'acide étidronique (DCI) ou  acide 1-hydroxyéthane 1,1-diphosphonique (HEDP) est un bisphosphonate utilisé comme agent de chélation du calcium, dans le traitement de l'eau, les produits cosmétiques ou comme composé pharmacologique.
On le trouve le plus souvent sous la forme d'étidronate, sel de l'acide étidronique, abrégé en MnHEDP (M: cation, n allant jusqu’à 4).